# Danko Plevnik
Danko Plevnik (Karlovac, 12. ožujka 1951.), publicist, novinar, književni kritičar, esejist i geopopolitički analitičar. Značajan je njegov doprinos u istraživanju i promicanju legologije (znanosti o čitanju) u Hrvatskoj.

## Životopis

### Mladost i obrazovanje
Plevnik je slovenskog podrijetla. Djed mu je bio Ivan Dobravec Plevnik, novinar i književnik, jedan od osnivača Hrvatskog novinarskog društva. Danko Plevnik rođen je u Karlovcu; tamo je završio Osnovnu školu Daragojle Jarnević te maturirao u Gimnaziji „Dr. Ivan Ribar”. Jugoslavenske jezike i književnost i filozofiju diplomirao je 1976. godine na Filozofskom fakultetu u Zagrebu. Magistrirao je informacijske znanosti na Sveučilištu u Zagrebu 1979., gdje je 1986. postao i prvi doktor informacijskih znanosti u Hrvatskoj.

### Novinarsko-publicistički rad
S pisanjem započinje kao maturant, javivši se s dvije crtice u Svjetlu Matice hrvatske Karlovac, kojeg je u to vrijeme uređivao Stjepan Mihalić. Suradnja sa Svjetlom nastavila se tijekom sljedeća četiri desetljeća. Godine 1971. piše dramu Hajdemo biti vječni, a u Teci 1973. objavljuje Haiku priču. Zbog druženja s Ivanom Zvonimirom Čičkom, s kojim je bio na studiju filozofije, za vrijeme služenja vojnog kadrovskog roka (1974. – 1975.) proglašen je hrvatskim nacionalistom i završava u kaznenom puku u Gospiću.
Radno iskustvo započinje 1975. godine kao profesor hrvatskoga jezika u karlovačkoj Šumarskoj školi. Od 1976. godine zaposlen je u Studijskom odjelu karlovačke Gradske knjižnice „I. G. Kovačić”, gdje se ističe izradom rekomandiranog kataloga i vođenjem „Tribine četvrtkom”. Stručni ispit iz bibliotekarstva polaže 1977. godine.
Novinarstvom se počinje baviti pišući za Večernji list (1977.) godine, javljajući se istovremeno i recenzijama knjiga u listu Jugoturbina u rubrici „S polica bibliobusa”. Nakon otkazivanje suradnje u tom listu zbog „podrivanja sustava” Plevnik šalje svoj neobjavljeni tekst Mirku Mihaljeviću, glavnom uredniku časopisa Komunist, koji ga 1984. godine zapošljava kao novinara i urednika rubrike za kulturu. Tijekom tog razdoblja Plevnik ostvaruje intervjue s istaknutim svjetskim intelektualcima poput Jürgena Habermasa ili Karela Appela i objavljuje književne kritike, pri čemu najviše polemike izaziva ona o romanu Stjepana Čuića Orden (1982.). Nakon otkaza u Komunistu 1990. godine zapošljava se kao kolumnist u Novom listu, gdje mu nakon jedne godine jednostrano raskidaju ugovor, pa odlazi u Slobodnu Dalmaciju u kojoj nastavlja raditi kao kolumnist. Napisao je i objavio stotine književnih kritika, rasutih u domaćoj i inozemnoj periodici.
Širokoj javnosti Danko Plevnik postao je poznat kao gost-kolumnist u zagrebačkom tjedniku Danas i ljubljanskom dnevniku „Delo”. Pisao je za mnoge novine i tjednike u regiji: „Oko”, „Oslobođenje”, Borba, „Nin”, „Ljiljan”, „Pan Bošnjak” (Novi Pazar), „Monitor”, „Mladina”, „Republika” (Ljubljana), „Primorske novice” (Kopar), Novi list, Vjesnik, Glas Istre, Nedjeljna Dalmacija, „DAN”, „Karlovački tjednik”, „Kupa”, „Panorama”, „Hrvatska danas”, „Novi Danas”, Pečat, „Europski magazin”, Vijenac, „Matica”, „Filozofska istraživanja”, „Jurina i Franina”, „Novosti”, za europske i azijske novine: Frankfurter Rundschau, „Wiener Zeitung”, „Il Piccolo”, „Courrier internationale”, „Styx” te „The Hindustan Times” u kojem je imao kolumnu „Zagreb Diary” (2006. – 2007.), književne časopise „Pitanja”, „Republika” i Književna republika, stručne časopise „Medium Magazin”, „Journal of Reading”, „Information Design Journal”, „Informatika„, „Informatologia”, „Teorija in Praksa”, „Politička misao”, „Sveske”. Pisao je i za časopis „Zrno” i novine „Telex” i „21. vek”. Nekoliko mu je knjiga prevedeno na engleski.

### Legologija
Danko Plevnik skovao je naziv za znanost o čitanju – legologiji i njezin je promicatelj u svijetu. U tom smislu poznat je njegov citat „Čitanje je oblik obraćenja, molitva za suvisliji identitet.”

### Geopolitički analitičar
Plevnik je cijenjen i kao geopolitički analitičar. Predavao je na poslijediplomskom studiju diplomacije na Fakultetu političkih znanosti u Sarajevu. Članke iz tog područja objavljuje u sarajevskom dvojezičnom časopisu Demokracija i sigurnost u Jugoistočnoj Evropi, koji izdaje Atlantska inicijativa.
Danko Plevnik tri puta je pratio američke predsjedničke izbore: 1992., 1996. i 2008. godine. Bio je među rijetkim političkim analitičarima koji je 1992. godine predvidio pobjedu Billa Clintona.[nedostaje izvor] To je govorio od travnja 1992. kada je bio u Clintonovu izbornom stožeru u Little Rocku (Arkanzas) do pred same izbore kada je to ponovio u studenome u Washingtonu. Njegova izjava o Clintonu kao „novom Kennedyju” objavljena je 5. studenog 1992. na naslovnoj stranici The Boston Globea.
U svibnju 1996. bio je na Salzburg Seminaru na 336. sesiji na kojoj se raspravljalo o američkom predsjedničkom izbornom procesu, gdje se upoznao s Karlom Roveom, najvažnijim savjetnikom predsjednika Georga Busha i predsjednika George W. Busha, s kojim je ostao u korespondenciji kao „jedini novinar na svijetu kojega Karl Rove simpatizira”,[nedostaje izvor] jer je općepoznat negativni stav Bushevih i Roveov prema novinarima. Rovea se smatra jednim od najboljih izbornih stratega, jer je dvaput dobio izbore za Georgea W. Busha i bio njegov „mozak”.
Plevnik je prognozirao i pobjedu Obame još 2005. kada je prvi u Hrvatskoj pisao o njemu i Hillary Clinton kao novim ikonama američkih demokrata.[nedostaje izvor]

## Djela
Značajniji naslovi Danka Plevnika su:
- Model izgradnje referalnog centra za regiju Karlovca (magistarski rad, 1978.)[2]
- Informacija je komunikacija (1986.)[3]
- Ka civilizaciji pokretnog teksta (1988.)[4]
- Hrvatski obrat (1993.)[5]
- Smisao Bosne (1997.)[6]
- Slovenci na Hrvaškem (1998.)[7]
- Novi Nato ili stara geopolitika (1999.)[8]
- Njihov obračun sa mnom (2000.)[9]
- Kaos hegemonije (2001.)[10]
- Rat i mir za Hrvatsku: zapisi 1991. – 1995.) (2002.)[11]
- Praksa etičkog novinarstva (2003.)[12]
- Pravo na vlastiti smisao (2006.)[13]
- Fortuna čitanja (2006.)[14]
- Moja povijest Karlovca (2009.)[15]
- Još samo ludi znaju tko su (2009.)[16]
- Tko je vaš najbolji čitalac? (2010.)[17]
- Hijerarhija međuovisnosti: kopni li primat Zapada nad idejom boljeg svijeta? (2011.)[18]
- Tolle lege: za slobodu čitanja (2012.)[19]
- Geopolitika smisla života (2015.)[20]
- Duh naš svagdanji (2015.)[21]
- Onaj što piše: kronika moga vremena (2017.)[22]
- Ljudi Karlovca (2018.)[23][24]
- Dugosuđe: sud i pravda, Plejada, Zagreb, 2019.ISBN 978 -953-7782-65-8

## Nagrade, priznanja i članstva
- Novinar godine Slobodne Dalmacije za 1991.
- Novinar godine Hrvatskog novinarskog društva za 1991./1992.
- Priznanje Srpskog kulturnog društva „Prosvjeta” iz Zagreba za 1999.
- Priznanje Zveze Svobodnih Sindikatov Slovenije za 1999.
- Javno priznanje Karlovačke županije za 2001.
- Nagrada „Dr. Erhard Busek” za 2006.
- Priznanje Saveza antifašističkih boraca i antifašista Republike Hrvatske za 2011.
- Plaketa Grada Karlovca (2016.)[25]

Plevnik je nekoliko puta bio gost američke vlade (International Visitor Programe), zatim Japana, Kine, Švedske i drugih zemalja. Počasni je član washingtonskog National Press Cluba (1996.), član Izvršnog odbora Association of European Journalists (1999. – 2001.) i njegove Arbitražne komisije (2002. – 2004.), International Federation of Journalists, Izvršnog odbora Hrvatskog novinarskog društva (2001. – 2003.), koordinator South East Europe Media Organisation za Hrvatsku - afilijacije IPI-ja, član Časnog suda Hrvatske sekcije Association of European Journalists (HUEN), International Communications Forum, International Reading Association (1977.), član je Hrvatskog filozofskog društva, jedan je od osnivača Hrvatskog čitateljskog društva (1991.). Zajedno s akademikom Nedžadom Ibrišimovićem osnivač je Legološkog udruženja (2011.), član Središnjeg odbora Europskog pokreta Hrvatska (2001. – 2003.), uz don Ivana Grubišića, Mirjanu Nazor i dr. osnivač je Građanskog etičkog foruma, član International Forum Bosnia, jedan od osnivača Geoekonomskog foruma, član Hrvatske akademske udruge, Hrvatske akademske udruge za društvene i humanističke znanosti, Hrvatske udruge za međunarodne studije, Hrvatskog pokreta za demokraciju i socijalnu pravdu te Atlantskog vijeća Hrvatske. Danko Plevnik jedan je od osnivača Hrvatskog informacijskog i dokumentacijskog društva 1993., a bio je i član njegova Nadzornog odbora. Također je bio i član Arhivskog savjeta Hrvatske od 1985. do 1989. godine. U Upisniku znanstvenika Ministarstva znanosti RH 1989. vodi se kao znanstveni suradnik u području informacijskih znanosti (tridesetak stručnih i znanstvenih članaka); u povijesti HAZU, osim Ive Mihovilovića, jedino je Danko Plevnik imao povlasticu da se 2013. obrati akademicima ex cathedra. Od 1999. godine uvršten je u glasoviti Marquisov biografski leksikon Who’s Who in the World.

## Vanjske poveznice
Mrežna mjesta
- Danko Plevnik, Antropokratizam pismovnog poliloga, Politička misao 2/1987., Hrčak
- Danko Plevnik, Integracija Europe kao reintegracija malobrojnih naroda, Politička misao 2/2000., Hrčak